# 橘田規
橘田 規（きった ただし、1934年4月20日 - 2003年3月22日）は、兵庫県三木市（旧美嚢郡志染村）出身の元プロゴルファー。実弟の橘田光弘もプロゴルファーで、1970年の日本オープンの優勝者である。

## 来歴
農家の長男として産まれ、子供の頃から当たり前のようにやっていた田圃仕事などの手伝いで自然と下半身が鍛えられていた。
現役当時の体格は167cm、52kgと非常に細身で、胃腸が弱い上に食が細く、肝臓の状態も良くなかった。そんな体力的な弱点を補ったのが下半身の粘りとバネであり、この頃に培われた。
志染小学校→志染中学校を経て、小野工業高校卒業後の1954年に19歳でプロ入りし、23歳になった1957年に関西プロで初優勝を飾る。
1959年のアメリカ留学ではゴルフ場のプロショップで働きながら言葉やシステムを学び、午後は練習という日々を過ごす。ジャック・バーク・ジュニアらの指導を受け、帰国後は大きく成長して次々にタイトルを獲得。ジャック・バークに学んだ「水平打法」は小柄な日本人でも飛距離を出せるスイングとして一世を風靡し、1962年・1965年には中日クラウンズを2度優勝。1962年は終盤に中村寅吉の急追に煽られながらも、ショットの精度を保ったまま、終始堅実なプレーを続けたのが奏効した。1965年は最終18番ロングホールで6mに3オンし、この難しいパットを沈めてバーディ。この劇的なバーディパットでクラウンズ2勝目を挙げ、「初日首位スタートは勝てない。2度優勝は出来ない」という2つのジンクスを破った。1963年・1964年には日本プロを2連覇、1965年・1967年には日本オープンを2度優勝。日本プロ初優勝の1963年は、マッチプレー形式から現在のようなストロークプレーに変わって3年目の年で、関西勢としては1951年の石井哲雄以来実に12年ぶりの優勝であった。日本オープン初優勝は前夜にカナダカップから帰国したばかりで、疲れ知らずの初優勝となった。1961年から1965年まで5年連続でカナダカップ日本代表に選出され、中村寅（1961年-1962年）・石井朝夫（1963年-1964年）・杉本英世（1965年）とペアを組み、最高は石井とのコンビで挑んだ1963年と1964年の8位であった。
1965年には西ドイツへ遠征し、ウッドローンインターナショナルインビテーショナルで最終日に274の首位タイで並んだバリー・フランクリン（ 南アフリカ共和国）とのプレーオフの末に優勝し、賞金2400ドル、日本円で864万円を獲得 。
アジアサーキットでは1963年・1964年と2年連続でマレーシアオープン2位となり、1964年は石井との日本勢ワンツーであった。1964年・1965年にはシンガポールオープンでも2年連続2位となり 、1966年にはタイランドオープンで初日は5アンダー67で首位のセレスティーノ・トゥゴット（ フィリピン）から3打差3位に付け、2日目には最終18番で1.8mを決める会心のプレーを見せるなど6バーディー、3ボギーの69をマークし、通算5アンダーで首位に立った。3日目はパットが決まらず74とスコアを落とし、3打差3位でスタートしたハロルド・ヘニング（南アフリカ）が追い上げて、通算3アンダーで首位に並ばれるが、最終日の13番で均衡が破られる。へニングが1m足らずのパットを外し、パーに収めた橘田が抜け出すと、14番で橘田がバーディーを取り、2打差の通算5アンダーで逃げ切った 。2人目のアジアサーキット日本人優勝という快挙を成し遂げ、日本では「むっつり屋」と言われた橘田もラウンド中は盛んにジョークを飛ばし、現地では「ジョーク・ラヴィング（冗談好き）・キッタ」と呼ばれた。
1970年と1971年には2年連続で全英オープンにも出場したが、1973年に賞金ランキングが整備されて以降、青木功・村上隆・尾崎将司の3人が上位を分ける年が続いた。1976年には22歳の中嶋常幸が初勝利を挙げるなど新しい力も台頭してきた一方、1960年代に圧倒的な存在感を誇っていた杉本、河野高明といったビッグネームが衰え、世代交代が完了したことは明白であった。
1971年のロレックストーナメントでは初日をアーノルド・パーマー（アメリカ）と共に2アンダー70の2位タイでスタートし、最終日はパーマーと一進一退で、1番バーディー、3番3パットのボギーとパーマーに1打遅れたままゲームを進めるが、10番でバーディーを取って並ぶ。パーマーとの優勝争いに9番で1アンダーになって森憲二が絡むが、その後はパーマーと共に通算2アンダーで迎えた最終ホール、パーマーが2パットしてボギーを叩いたため、森・鷹巣南雄・今井昌雪・パーマーを1打差抑えて優勝 。大会名が「ロレックスクラシック」となった1972年には初日を石井冨士夫と並んでの4位タイでスタートし、最終日は森の1打差2位   に入った。
橘田も1974年の中部オープン以来優勝から遠ざかるが、この中部オープンは21年目にしてツアー初優勝となった。前年も賞金ランキング27位と不本意な成績が続いていたが、治療の甲斐あって長く悩まされていた肝臓や胃腸の症状が和らぐ。43歳になる1977年開幕前にはトレーニングを積むことができたため、その効果か、開幕1、2戦とも優勝を狙える位置で予選を通過。決勝ラウンドでは崩れたが復調の手ごたえは感じ、シーズン3戦目の日本プロマッチプレーではマッチプレーに進める32人を決める36ホールストロークプレーの予選で43アンダー、141をマーク。同スコアで並んだ森憲二をプレーオフで下して予選1位のメダリストに輝いた。3回目を迎えた本大会でマッチプレーに進むのは初めてのことであったが、マッチプレー時代の関西プロで1勝2位1回の好成績を残しており、日本プロでもマッチプレー時代最後の2年で共にベスト4まで進むなど経験は十分にあった。1、2回戦を勝ち上がり、大会4日目の準々決勝で田中文雄を2&1で下し、準決勝でも前年の賞金王で優勝候補筆頭の青木に一歩も引かなかった。マッチイーブンで迎えた13番で先にバーディーを決めると、内側につけていた青木が1mを外す。橘田1アップの17番で青木が痛恨のボギーとなり、2&1で橘田が高い壁を打ち破った。当時のアサヒゴルフには「昨年までの橘田さんとはまるで違う」という青木のコメントが掲載されている。決勝は5月15日で相手は中村通となったが、この日、コースのある横浜は激しい風雨に見舞われ、気象庁のデータによれば最大瞬間風速は15.1mで1日の降雨量は54mmにも達している。悪天候であるがゆえに自分から崩れることがないよう慎重に粘りのプレーを続けようという思いが橘田の脳裏にあり、その思惑通り着実にパーを重ね、相手のミスを待った。中村がボギーを叩いた2番と5番をモノにして2アップし、優位に試合を進めた。インに入って13番を落とすが、15番で中村がボギーとして再び2アップとする。分けても優勝のドーミーで迎えた17番で橘田はボギーし、1アップで最終ホールという緊迫した状況の中、最後は下りの2mという痺れるパーパットを沈めて逃げ切った。バーディーは一つもなかったが、最後の最後まで気持ちを切らさず、粘り抜いて復活の日本3冠を達成。予選から通じて5日間で7ラウンドを戦ったため心身ともに消耗が激しく、アサヒゴルフのインタビューには「久しぶりに胃が痛くなりました」と語った。
日本シリーズこそ2位が2度と優勝には届かなかったが、関西プロ、関西オープンなど主要タイトルをほぼ手中にし、シニアツアー転向後も4勝を挙げるなど活躍。
2003年3月22日、三木市内の病院で多機能不全のため死去。68歳没。

## 主な優勝

### レギュラー
- 1957年 - 関西プロ
- 1958年 - 関西オープン
- 1960年 - 読売プロ
- 1962年 - 中日クラウンズ、関西オープン
- 1963年 - 日本プロ、関西オープン
- 1964年 - 日本プロ、ゴールデンマッチ
- 1965年 - 日本オープン、中日クラウンズ、ゴールデンマッチ
- 1966年 - 関西プロ、関西有名プロ
- 1967年 - 日本オープン
- 1968年 - 西日本サーキット下関
- 1969年 - 全日本トッププロ招待
- 1971年 - ロレックストーナメント
- 1972年 - 中部オープン
- 1974年 - 中部オープン
- 1977年 - 日本プロマッチプレー

### 海外
- 1965年 - ウッドローンインターナショナルインビテーショナル
- 1966年 - タイランドオープン

### シニア
- 1985年 - 関西プロシニア
- 1986年 - 日本プロシニア、関西プロシニア
- 1994年 - 関西プログランドシニア